# De Roo (familie)
De hier beschreven familie De Roo vindt haar oorsprong bij Guillielmus De Roo uit Kanegem (17 april 1372 - 22 november 1435), getrouwd met Marie Van Peteghem (Kanegem, 28 augustus 1375 - 14 september 1451). Ze waren kooplieden en stonden ingeschreven als poorter. Verdere gegevens ontbreken.

## Geschiedenis
Guillielmus De Roo en Marie Van Peteghem hadden omstreeks 1400 in het West-Vlaamse Kanegem al een status bereikt die toeliet dat ze sporen nalieten, hetgeen veronderstelt dat hij een belastbare eigendom had of een publieke functie uitoefende. Het aantal afstammelingen van deze stamvader is moeilijk na te gaan. Nakomelingen weken immers uit naar andere landen waaronder Nederland, Frankrijk, Portugal, de V.S. en Canada. Bovendien dragen heel wat personen de naam De Roo, zonder tot deze familie te behoren.
De eerste generaties nakomelingen van Guillielmus De Roo werden geboren en overleden in Kanegem. In de zesde generatie vormden zich twee takken.
De eerste tak, afstammelingen van Joorys De Roo (Kanegem, 1545 - 1610) en Leen Sonneville, verspreidde zich in de 17de tot 19de eeuw in West-Vlaanderen, meer bepaald in Ruiselede, Tielt en Brugge. Vele opeenvolgende generaties telden mannen met beroepen zoals griffier, notaris en rechter of politieke functies. Een onder hen, Carolus Josephus de Roo, werd in de adelstand verheven (een zijtak die is uitgedoofd).
De andere tak ontstond uit de jongere broer van Joorys, nl. Vincent De Roo (Kanegem, 1547 - Delft, 1597), en zijn vrouw Pérone la Note (overleden Delft, 1602) die tijdens de Reformatie naar Delft in Nederland uitweken. Daar ook waren er afstammelingen met ambten zowel op gemeentelijk (burgemeester, schepen, enz.) als op nationaal vlak (o.a. minister van Oorlog). Daarnaast bekleedden sommigen functies zoals gouverneur, commissaris of opperkoopman bij de V.O.C. in Nederlands-Indië. Deze tak is over heel Nederland verspreid, het grootste gedeelte nog steeds in de omgeving van Delft.

## Nakomelingen van Joorys De Roo (Vlaanderen)
- Joannes Carolus De Roo (Ruiselede, 1747 - Tielt, 1834): griffier en later notaris in Tielt.
- Franciscus De Roo (1652-1714): procureur bij de Raad van Vlaanderen te Gent.
- Carolus Josephus de Roo (1793-1880), kleinzoon van Joannes Carolus De Roo (1747-1834): lid van het Nationaal Congres in 1830, Belgisch volksvertegenwoordiger en rechter. Werd in de adelstand verheven.
- Jonkheer Armand Charles Camille Marie de Roo (1853-1932), kleinzoon van Carolus Josephus de Roo (1793-1880): doctor in de rechten, voorzitter van het hof van beroep in Brussel.
- Willem Carolus De Roo (1829-1908): handelaar (import-export), burgemeester van Nieuwpoort, volksvertegenwoordiger, ridder in de Leopoldsorde, vriend van Leopold II.
- Remi Joseph De Roo (1924-2022): bisschop van Victoria, Canada.

De volgende Belgen zijn ook afstammeling en naamdrager:
- Johan De Roo (1948): gewezen volksvertegenwoordiger, fractievoorzitter en ere-ondervoorzitter van het Vlaams Parlement, burgemeester van Maldegem.
- Greet De Roo (1960): burgemeester van Ruiselede.

## Nakomelingen van Vincent De Roo (Nederland)
- Cornelis De Roo (1624-1678): opperchirurgijn van de Verenigde Oostindische Compagnie in Batavia, koopman in Suratte, boekhouder in Batavia.
  - Paulus De Roo (Batavia, 1658 - Suratte, 1695): commissaris Ceylon, Malabar & Suratte (V.O.C. - Batavia), stelde aan de VOC verbeteringen voor de boekhouding voor.
- Willem Matthijs De Roo (1662-1712): opperkoopman, visiteur-generaal en secretaris der Hoge Regering te Batavia, gouverneur en landvoogd van Makassar en directeur van Bengalen (V.O.C. - Batavia), extra-ordinaris Raad van Indië.
  - Joan Carel Willemsz De Roo, heer Van Roosenburgh & Blanckenburgh (1701-1761): burgemeester van Delft, veertigraad, schepen, weesmeester.
    - Alida Anna De Roo (1725 - Delft, 1785). Zij trouwde met Joan Carel van Alderwerelt (Ayutthaya, 1726-1791), veertigraad, schepen, hoogheemraad van Delftland, burgemeester van Delft, bewindhebber der O.I.C., lid van het geslacht Van Alderwerelt.
- Gaspar De Roo, heer Van Roosenburgh & Blanckenburgh (1734-1788): veertigraad, schepen, weesmeester, burgemeester van Delft.